# کلیسای گایانه قدیس
کلیسای گایانه قدیس (به ارمنی: Սուրբ Գայանե եկեղեցի) یک کلیسا حواری ارمنی واقع در ارمنستان می‌باشد. این بنا به سبک معماری ارمنی طراحی شده‌است. این کلیسا در سده هفتم میلادی در واغارشاپات استان آرماویر ساخته شد. گایانه سرپرست گروهی راهبه‌های بود که در سال ۳۰۱ میلادی، او به همراه گروهی دیگر از راهبه‌ها، توسط تیرداد سوم ارمنستان کشته‌شدند. بر این اساس او به یکی از قدیسان کلیسای حواری ارمنستان تبدیل شد. در سال ۲۰۰۰ میلادی، این کلیسا توسط سازمان یونسکو در فهرست میراث جهانی قرار گرفت.

## نگارخانه

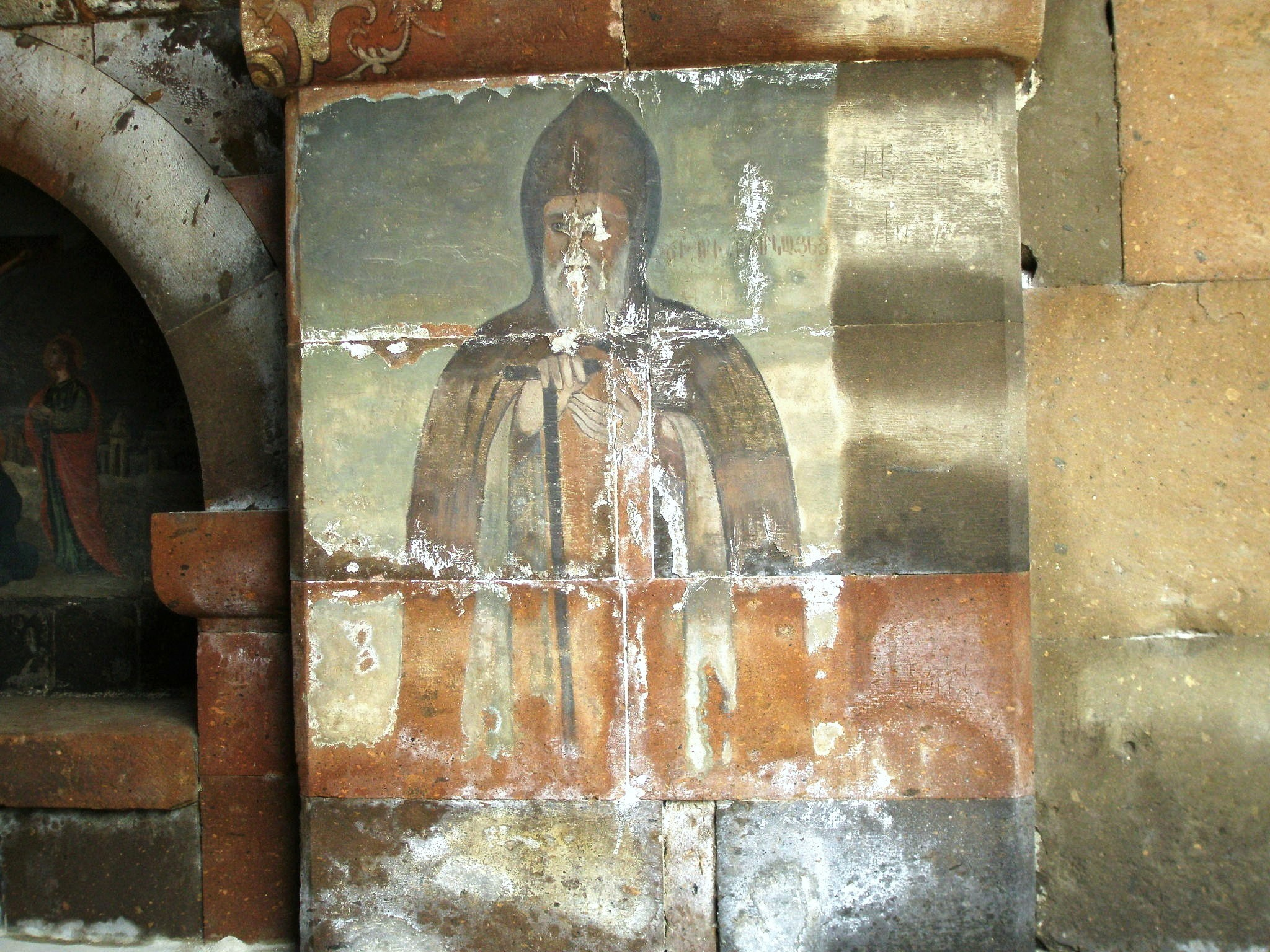
نقاشی آبرنگی کشیشی در رواق ورودی کلیسا
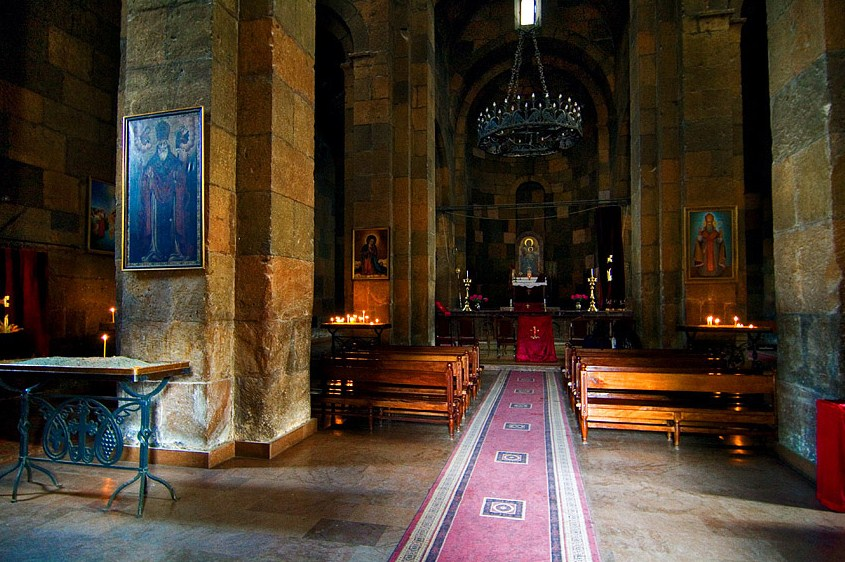
سرسرای اصلی
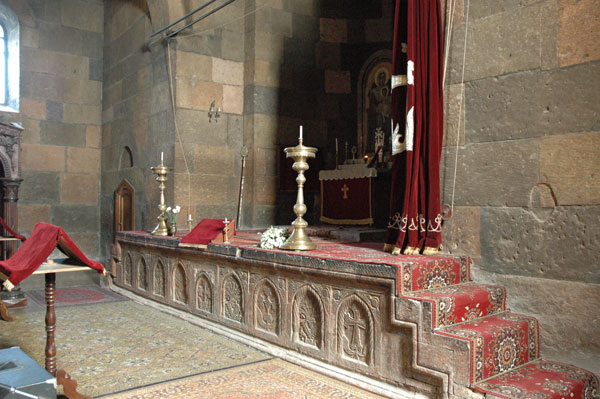
نمایی از سمت شرقی محرابه
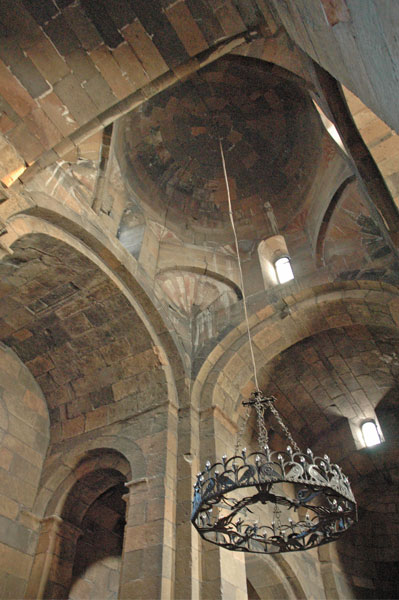
نمایی از حالت استوانه‌ای شکل گنبد
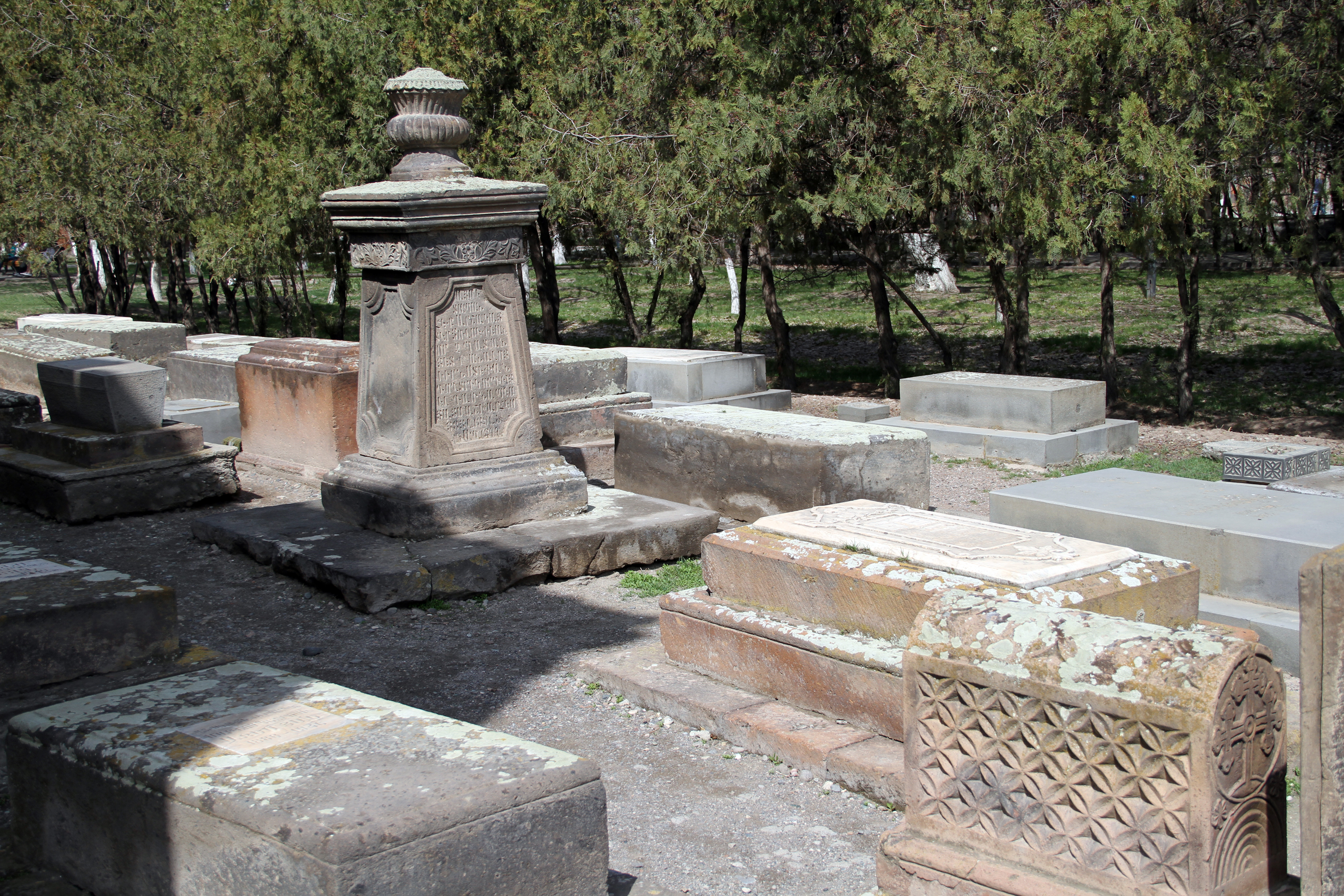
نمای بیرونی کلیسای گایانه قدیس
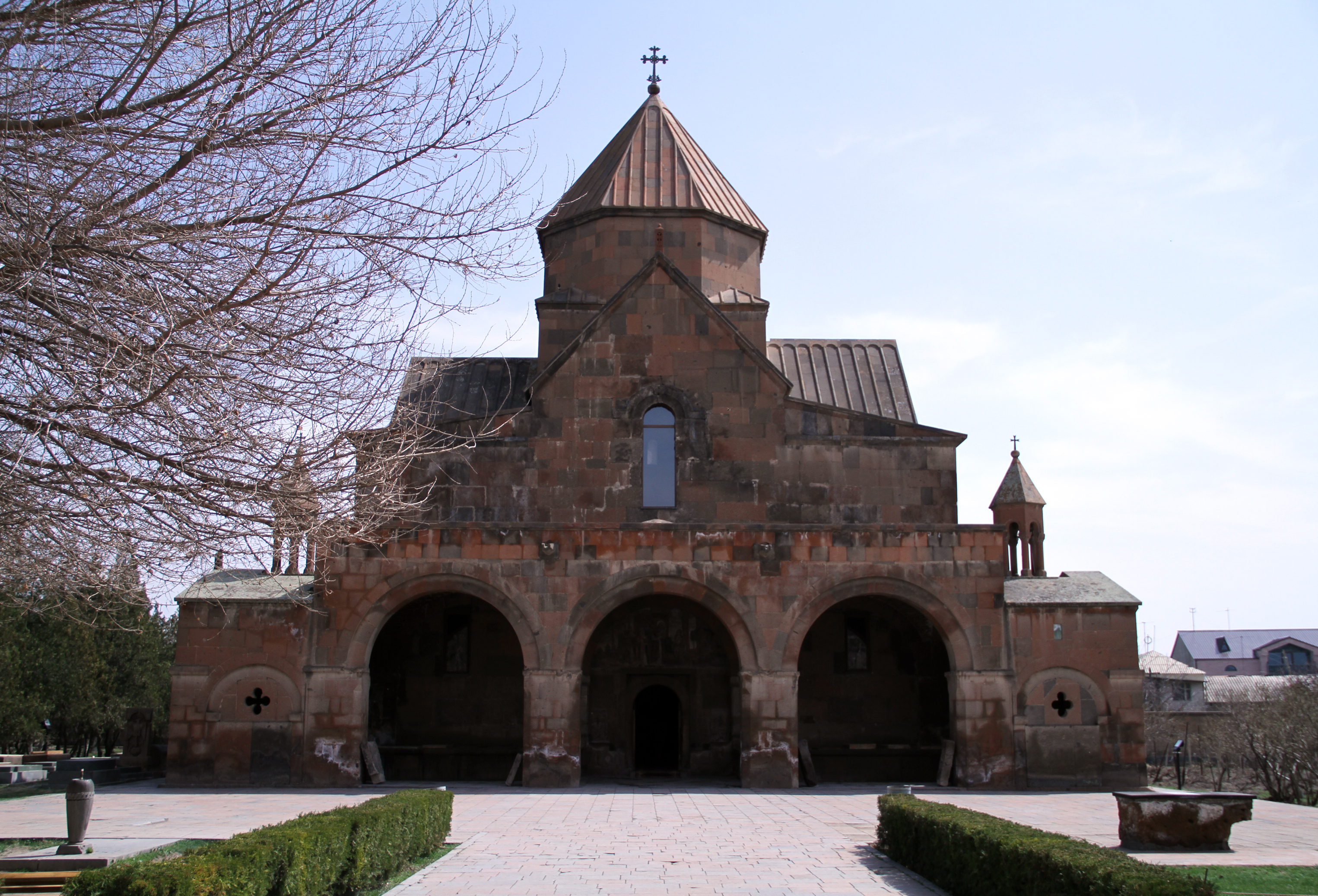
کلیسای گایانه قدیس
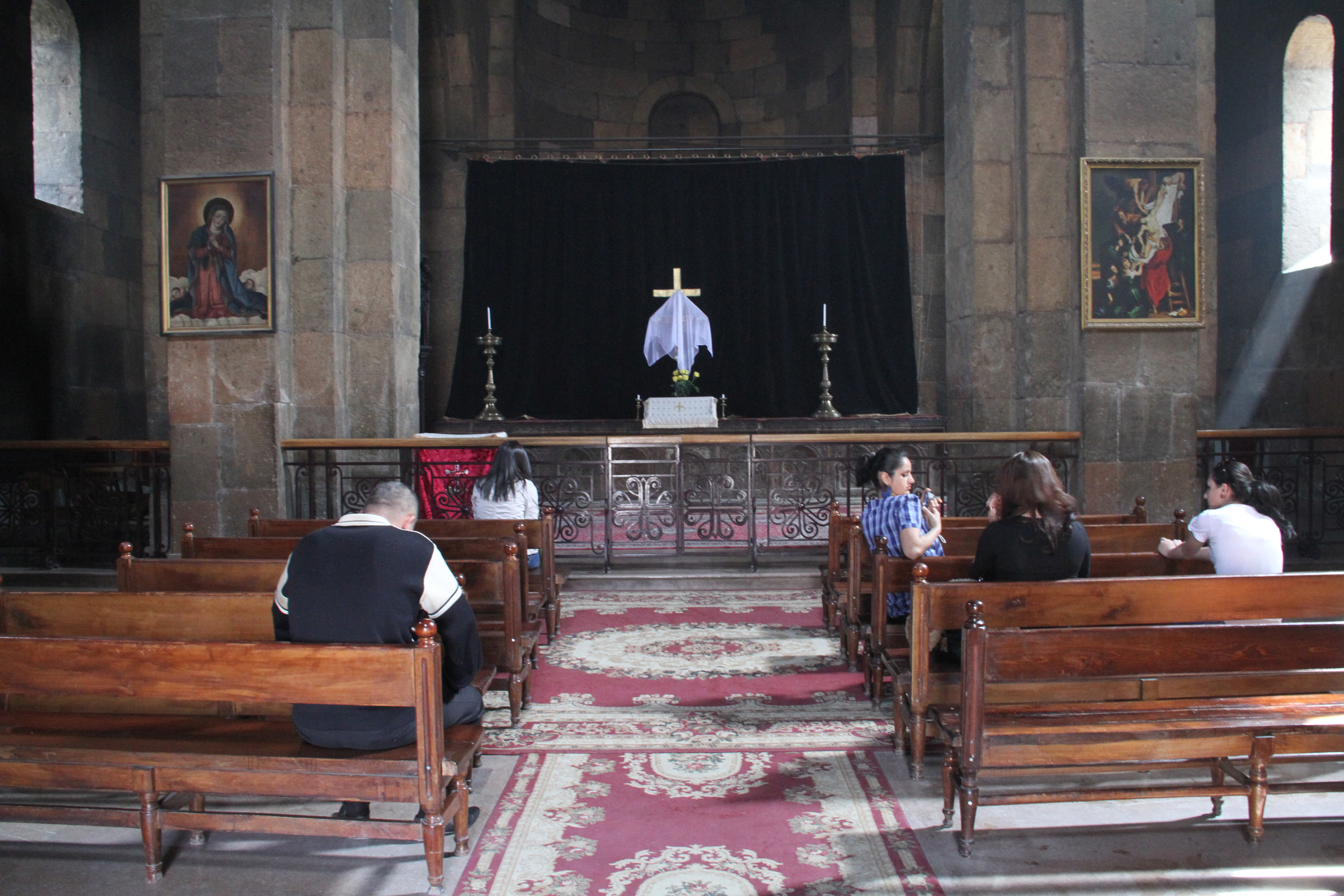
درون کلیسای گایانه قدیس
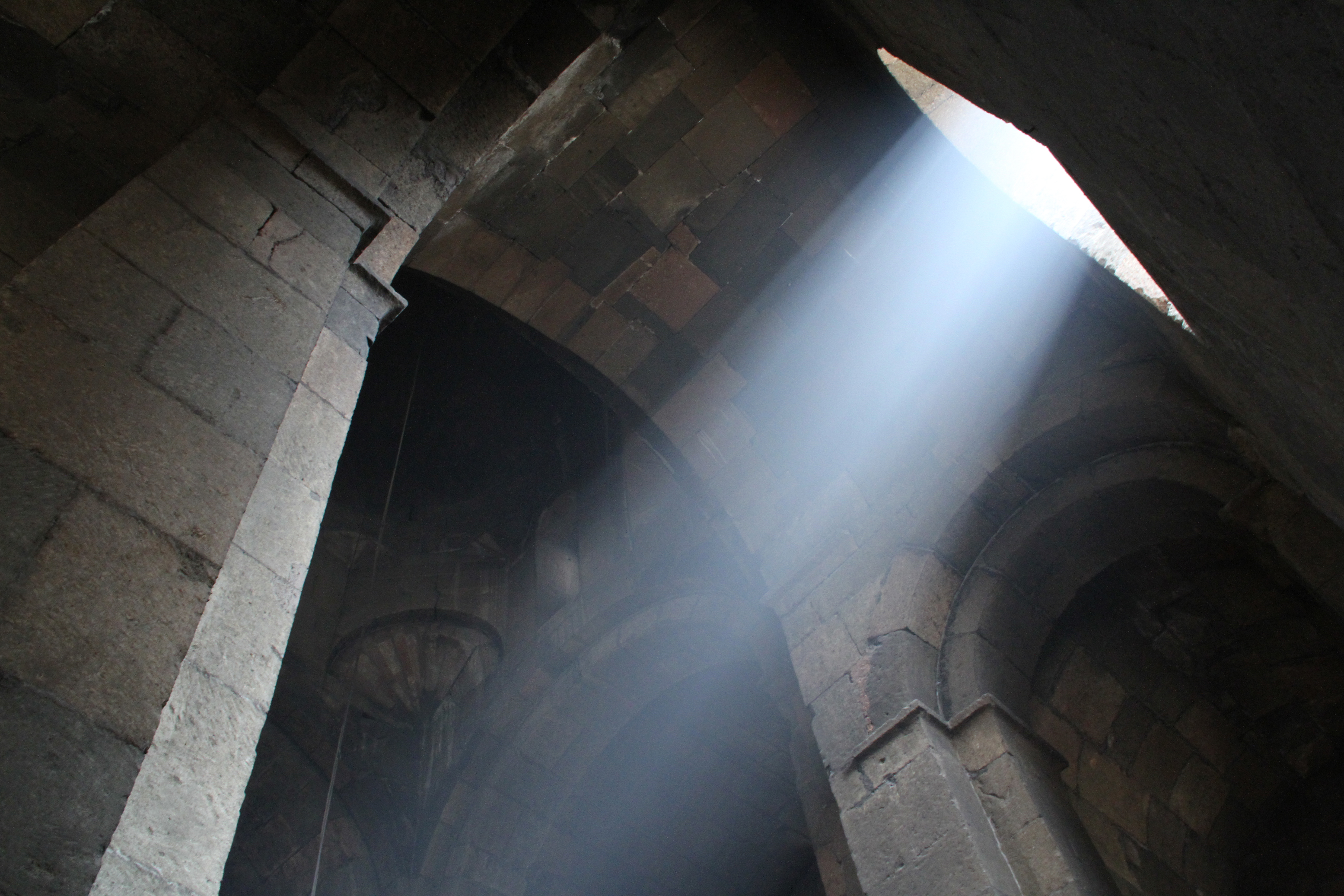
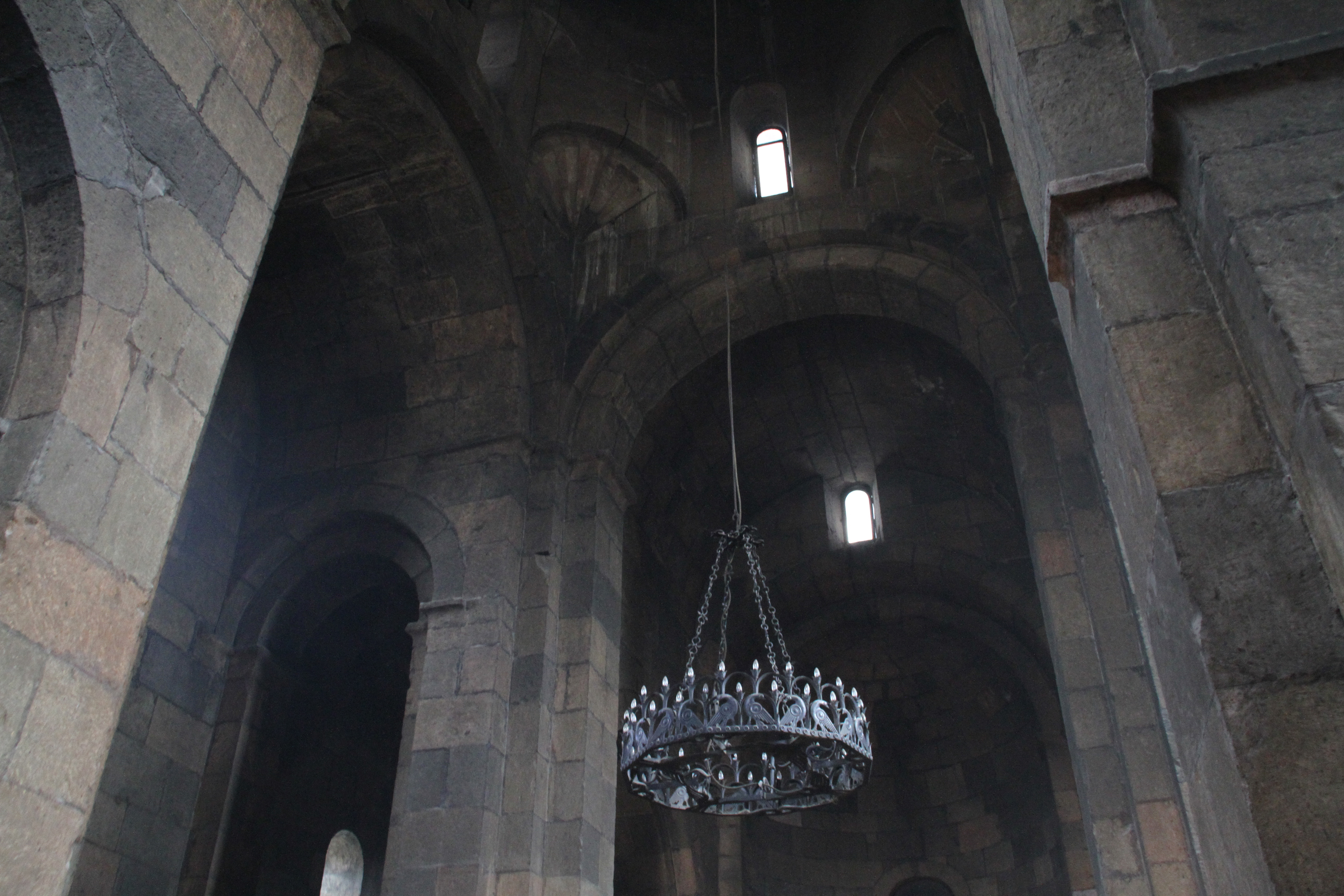
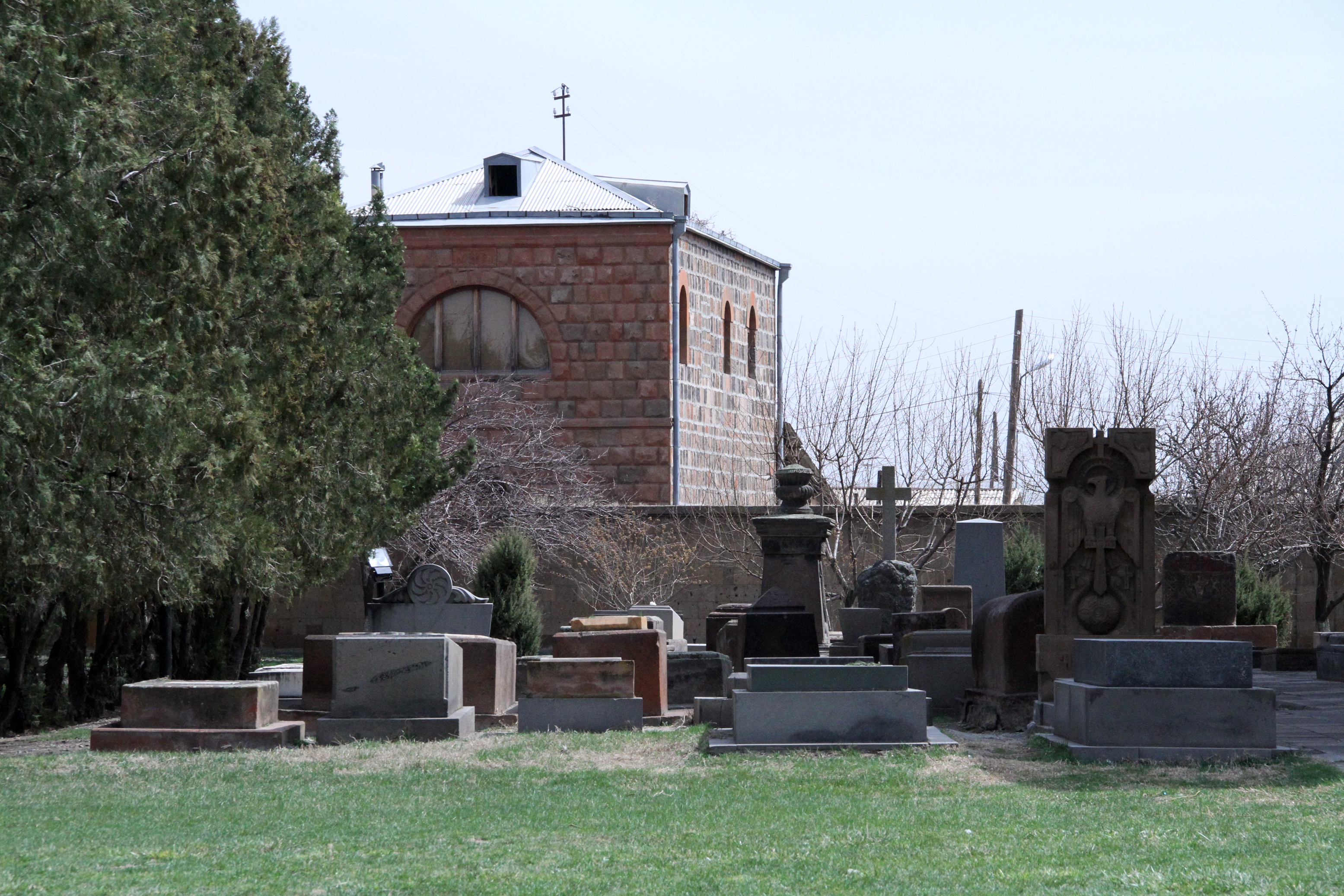